# AJS
AJS é também abreviatura de American Journal of Sociology

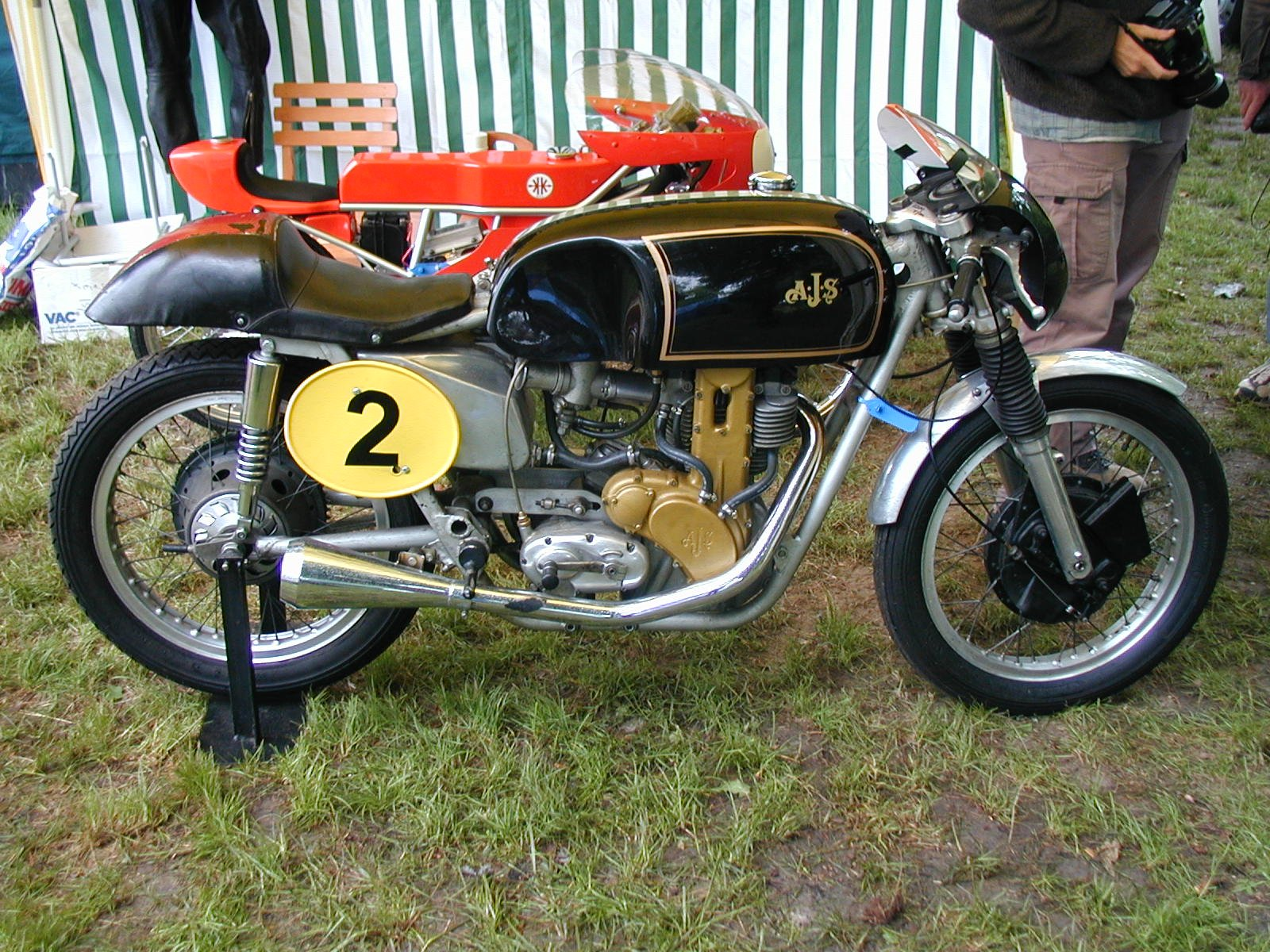
Modelo da AJS 7R dos anos 1950

AJS foi o nome usado para carros e motos fabricados pela companhia A. J. Stevens & Co. Ltd com sua sede em Wolverhampton, Inglaterra.

## História
Embora mais conhecida pelas motocicletas, a AJS também fez experimentos na área automobilística com os motores Meadows, no ano de 1923, decidiu não continuar com a produção plena do veículo. Em 1929 retomaram o projeto do veículo batizando-o de Nine, que era impulsionado por um motor de 1018 cilindradas com uma válvula no estilo Coventry Climax, sendo que este motor produzia apenas 24cv de potencia e possuía um câmbio com três marchas. Eram veículos muito caros: o de dois lugares custava em torno de £210 Libras e o modelo com bancos em tecido custava cerca de £320 Libras. Somente 3.300 unidades foram produzidas.
Visando outros mercados a AJS começou a fabricar autocarro (português europeu) ou ônibus (português brasileiro) e vans. Neste segmento o primeiro modelo foi o Piloto com motor Meadows. Após este modelo foi lançado outro, o Coomodore com motor Coventry Climax L6 e por último o Admiral; pouco mais de duzentos ônibus foram fabricados.
Em 1931 a AJS faliu e sua linha de motocicletas foi comprada pela London Matchless e sua linha de carros pela Crossley, esta última fez melhorias nos veículos adquiridos, como a implantação de mais uma marcha no veículo Nine com peças da AJS. Entre dezembro de 1931 e maio de 1932 foram produzidos cerca de 300 veículos, e outra linha teve lugar na fábrica de Stockport a do Willys Overland Crossley, um modelo de doze litros foi planejado para a nova linha mas não foi concretizado, somente sendo mostrado no stand da Willys Overland Crossley na London Motor Show de 1932.
Os irmãos Stevens detentores da marca AJS tentaram mais uma vez ressuscitar a empresa agora com a denominação de Stevens Brothers (Wolverhanpton) LTD. para fabricar vans de três rodas (modelos paracidos com o Kasinski Motokar do brasil) para entregas rápidas. Estes usariam motores com apenas um cilindro e 588 cilindradas, com tração na traseira e apenas três marchas; ela pderia levar até 500 kg de carga. Em 1935 ela foi melhorada, trocaram o eixo traseiro para que pudesse levar mais peso, agora ela poderia levar 800 kg de carga, a última saiu da linha em 1936. Em 1934 lançaram um novo motor de motocicletas com a denominação de Stevens, que foram produzidos até 1938, finalizando assim as empreitadas dos irmãos Stevens, que passariam a  gerenciar a empresa como négocios de engenharia até o ano de 1956.